# Pallas-Yllästunturi Nationalpark
Pallas-Yllästunturi Nationalpark er Finlands tredje største nationalpark og dækker et areal på 1.020 kvadratkilometer. Nationalparken ligger i det vestlige Lappland i kommunerne Enontekiö, Kittilä, Kolari og Muonio. Landskabet i Pallas-Yllästunturi Nationalpark er domineret af en 100 km lang kæde af fjelde, og taiga- skovene i den boreale skovzone. Med hensyn til besøg er Pallas-Yllästunturi Nationalpark Finlands mest populære nationalpark. I 2019 registrerede besøgstællerne 561.200 besøg.
Der er mange grunde til nationalparkens popularitet. Ifølge en besøgsundersøgelse værdsætter besøgende i Pallas-Yllästunturi Nationalpark især landskabet i området, dets omfattende netværk af stier og stier samt generel ryddighed og sikkerhed. Landskabet i Pallastunturi Fells er valgt som et af Finlands nationale landskaber .

## Geografi og natur
Landskabet i Pallas-Yllästunturi Nationalpark er domineret af en bjergkæde af fjelde, som er resterne af gamle foldebjerge. Nutidens afrundede bjerge er de nedslidte baser i disse. Det højeste punkt i nationalparken er Taivaskero i Pallastunturi Fells, der ligger 809 meter over havets overflade. Andre høje toppe inkluderer Pyhäkero, Lumikero, Laukukero og Palkaskero. Kero er et finsk ord, der refererer til den runde, træløse top af eb klippe.
Naturen i Pallas-Yllästunturi Nationalpark er forskellig og varieret. Området har flere forskellige habitater: moser, hedeskove, urskove i naturtilstand, åbne fjelde og urterige skove.

### Vegetation og vandveje
Nationalparken er rig på vegetation. Fyr, gran og birk trives særligt godt i området. Typiske planter i de træløse områder omfatter forskellige lavvoksende planter som dværgbirk, arktisk fjeldpryd, bjerg-melbærris og revling. De frodige åbrinke er et godt sted at finde planter som vild ribs , strudsebregne, kvan og peberbusk. Med hensyn til dværgbuske trives blåbær og tyttebær i hedeskovene. Skovstorkenæb og svensk hønsebær såvel som mange andre sjældne arter af mos og svampe vokser i de fugtige gamle urskove.
Ud over klipper og nåleskove er præger moser landskabet i Pallas-Yllästunturi Nationalpark. Mange vådområdeplanter, såsom Finnmarksporse (Rhododendron tomentosum), tuekæruld, multebær og mosebølle, klarer sig godt i moser. Sjældne orkideer vokser også i de kalkholdige områder.
Nationalparken har mange søer, damme og vandløb . Den største sø i parken er Pallasjärvi-søen, der ligger sydøst for Pallastunturi besøgscenter.
I nationalparken findes store pattedyr som rensdyr og elg. I løbet af sommeren bruger især rensdyr meget tid på fjeldene og i moseområder. Andre pattedyr, der typisk ses i området, er hare, ræv, væsel, lemming, forskellige muldvarparter og egern. Bjørn og los er to af Finlands store rovdyr, der bor permanent i Pallas-Yllästunturi Nationalpark-området.
Nordlige og sydlige fuglearter blandes i Pallas-Yllästunturi Nationalpark. De nordlige arter omfatter fjeldrype, dalrype og pomeransfugl. Frodige granskove er et populært sted for sydlige arter som den almindelige solsort og skovsanger . Forskellige mejser, lavskrige og krognæb kan ses i skoven. Når der er mange muldvarpe, kan der også observeres flere ugler og høge i området. En typisk beboer af vandløb er vandstæren, der dykker ned i rindende vand for at fange sin mad - også om vinteren. Andre fuglearter, der ses i nationalparken, er blåhals, tinksmed, gul vipstjert ,brushane og sortklire.

### Vejr og naturfænomener
Pallas-Yllästunturi Nationalparkens placering nord for polarcirklen betyder, at den oplever det typiske vejr og de naturlige fænomener, der er forbundet med årstidens ændringer. Vinteren inkluderer en polar natperiode i december-januar, snefald, frostvejr, der kan falde til -30 ° C og meget lidt sollys. På klare aftener og nætter kan planeter, stjerner og nordlys være synlige på himlen.
Snedækket i nationalparken er tykkest i marts-april, hvor der kan være mere end en meter sne på fjeldene og i skovene. Mængden af lys øges hurtigt i slutningen af vinteren. Når foråret kommer, smelter sneen, og mængden af lys fortsætter med at stige. Sommeren begynder i midten af juni, og midnatssolen lyser op i området i juni-juli. Solen går slet ikke ned i denne periode.
Efterårsfarverne begynder normalt i midten af september i det vestlige Lappland og varer i to til tre uger. Den første sne falder generelt et stykke tid efter midten af oktober, men der kan lejlighedsvis ses snedriver i sommermånederne, især i området omkring Pallas-Ounastunturiklipperne.

## Historie
Pallas-Yllästunturi Nationalpark blev etableret i 2005. Den nye park kombinerede den gamle Pallas-Ounastunturi Nationalpark, Ylläs-Aakenus Naturreservat og nærliggende områder fra andre bevaringsprogrammer, såsom gamle urskove og områder, der var en del af vådområdernes bevarelsesprogrammer. Pallas-Ounastunturi Nationalpark blev samtidig nedlagt. Det samlede areal for den nye nationalpark var 1022 km².

## Galleri
| - Den frosne sø Pallasjärvi og Pallastunturi højderyggen. - Søen Pallasjärvi og Pallastunturi højderyggen. - Udsigt mod ryggen Pallastunturi fra Sammaltunturi - Toppen af Taivaskero - Sammal, Pallas og Lommol - Rensdyr på Taivaskeru - Søen Vuontisjärvi - Outtakka (foto fra Pahakuru hytten) - Hotel Pallas |